# Manuel Negrete Arias
Manuel Negrete Arias (11 de març de 1959) és un exfutbolista mexicà.

## Selecció de Mèxic
Va formar part de l'equip mexicà a la Copa del Món de 1986.